# Генеральная ассамблея ФИДЕ
Генеральная ассамблея ФИДЕ — высший законодательный и исполнительный орган Международной шахматной федерации (ФИДЕ).
Ежегодные заседания Генеральной ассамблеи называются Конгрессами ФИДЕ.

## Список Конгрессов ФИДЕ
1. 1924 — Париж;
2. 1925 — Цюрих;
3. 1926 — Будапешт;
4. 1927 — Лондон;
5. 1928 — Гаага;
6. 1929 — Венеция;
7. 1930 — Гамбург;
8. 1931 — Прага;
9. 1932 — Париж;
10. 1933 — Фолкстон;
11. 1934 — Цюрих;
12. 1935 — Варшава;
13. 1936 — Люцерн;
14. 1937 — Стокгольм;
15. 1938 — Париж
16. 1939 — Буэнос-Айрес;
17. 1946 — Винтертур;
18. 1947 — Гаага;
19. 1948 — Сальтшёбаден;
20. 1949 — Париж;
21. 1950 — Бельвью (близ Копенгагена);
22. 1951 — Венеция;
23. 1952 — Сальтшёбаден;
24. 1953 — Шафхаузен;
25. 1954 — Амстердам;
26. 1955 — Гётеборг;
27. 1956 — Москва;
28. 1957 — Вена;
29. 1958 — Дубровник;
30. 1959 — Люксембург;
31. 1960 — Лейпциг;
32. 1961 — София;
33. 1962 — Сальтшёбаден;
34. 1963 — Базель;
35. 1964 — Тель-Авив;
36. 1965 — Висбаден;
37. 1966 — Гавана;
38. 1967 — Венеция;
39. 1968 — Лугано;
40. 1969 — Сан-Хуан;
41. 1970 — Зиген (ФРГ);
42. 1971 — Ванкувер;
43. 1972 — Скопье;
44. 1973 — Хельсинки;
45. 1974 — Ницца;
46. 1975 — Берген-ан-Зе;
47. 1976 — Хайфа;
48. 1977 — Люцерн;
49. 1978 — Буэнос-Айрес;
50. 1979 — Сан-Хуан;
51. 1980 — Валлетта;
52. 1981 — Атланта;
53. 1982 — Люцерн;
54. 1983 — Манила;
55. 1984 — Салоники;
56. 1985 — Грац;
57. 1986 — Дубай;
58. 1987 — Севилья;
59. 1988 — Салоники;
60. 1989 — Маягуэс;
61. 1990 — Нови-Сад;
62. 1991;
63. 1992 — Манила;
64. 1993;
65. 1994 — Москва;
66. 1995;
67. 1996 — Ереван;
68. 1997;
69. 1998 — Элиста;
70. 1999;
71. 2000 — Стамбул;
72. 2001;
73. 2002 — Блед;
74. 2003 — Калитея;
75. 2004 — Кальвия;
76. 2005 — Дрезден;
77. 2006 — Турин;
78. 2007 — Анталья;
79. 2008 — Дрезден;
80. 2009 — Халкидики;
81. 2010 — Ханты-Мансийск;
82. 2011 — Краков;
83. 2012 — Стамбул;
84. 2013 — Таллин;
85. 2014 — Тромсё;
86. 2015 — Абу-Даби;
87. 2016 — Баку;
88. 2017 — Анталья;
89. 2018 — Батуми.